# 자이현
자이현(중국어: 嘉義縣, 병음: Jiāyì xiàn 자이셴[*], 한자음: 가의현)은 대만 중남부에 위치한 대만의 현이다. 대만어로는 까기(민난어: Ka-gī)로 발음한다.

## 지리
북부는 윈린현, 북동부는 난터우현, 남동부는 가오슝현, 남부는 타이난현과 각각 접하고 있으며 현내를 북회귀선이 통과하고 있다. 자이시를 둘러싸고 있다. 예전에는 평포족의 하나인 호아나족이 거주하는 지역이었지만 현재는 대만 원주민인 추족이 많이 거주하고 있다.

## 행정 구역
2시 2진 14향을 관할한다.
- 푸쯔시(朴子市)
- 타이바오시(太保市)
- 부다이진(布袋鎮)
- 다린진(大林鎮)
- 아리산향(阿里山鄉)
- 다푸향(大埔鄉)
- 둥스향(東石鄉)
- 판루향(番路鄉)
- 류자오향(六腳鄉)
- 루차오향(鹿草鄉)
- 메이산향(梅山鄉)
- 민슝향(民雄鄉)
- 수이상향(水上鄉)
- 시커우향(溪口鄉)
- 신강향(新港鄉)
- 이주향(義竹鄉)
- 중푸향(中埔鄉)
- 주치향(竹崎鄉)

## 인구
| 연도 | 인구    | ±%    |
| --- | ------- | ----- |
| 1985 | 569,932 | —     |
| 1990 | 552,277 | −3.1% |
| 1995 | 565,804 | +2.4% |
| 2000 | 562,305 | −0.6% |
| 2005 | 553,841 | −1.5% |
| 2010 | 543,248 | −1.9% |
| 2015 | 519,839 | −4.3% |
| Source:“Populations by city and country in Taiwan”. Ministry of the Interior Population Census. 2017년 12월 16일에 원본 문서에서 보존된 문서. 2021년 2월 7일에 확인함. |         |       |

## 산업
농업현이며 현내에서는 고산차 외에 감, 배, 구아바, 여주 등의 과실의 재배가 활발하다.

## 교육
- 국립 중정 대학
- 난화 대학

## 교통

### 철도
- 타이완 철로관리국 종관선
  - (윈린 현) - 다린 역 - 민슝 역 - (자이시) - 수이상 역 - 난징 역 - (타이난시)
- 아리산 삼림철로
- 타이완 고속철로
  - (타이중시) - 자이 역 - (타이난시)

### 도로
- 국도 1호선
- 국도 3호선

## 출신 인물
- 안도 모모후쿠

## 같이 보기
- 자이 훠지러우판